# حارة الداير (صنعاء)
الداير هي إحدى حارات حي بني حوات (صنعاء) بمدينة الروضة (صنعاء) التابعة لمحافظة أمانة العاصمة، بلغ تعداد سكانها 1155 نسمة حسب تعداد اليمن لعام 2004.